# Silvia Parodi
Silvia Parodi fue una primera actriz italiana de cine mudo de la época dorada cinematográfica argentina.

## Biografía
Silvia Marón de Parodi más conocida como Silvia Parodi, nació en Italia y desde muy pequeña fue traída a la Argentina, donde se educó e incursionó con su gran cualidad interpretativa sobre todo en los escenarios porteños. Siendo aún muy joven sintió gran pasión por las tablas y su temperamento se reveló bien pronto, dando pruebas de que podría llegar a ocupar un puesto destacado en la escena nacional.
Estudió en el Conservatorio Labardén de Montevideo, e inmediatamente de haber terminado sus estudios se incorporó de lleno al teatro. Debutó con un monólogo de Federico Mertens titulado El pulpo. En 1909 se incorporó a la Compañía de Roberto Casaux en el Teatro Argentino. Después de un breve alejamiento, ingresó nuevamente al teatro con la Compañía cómica de Florencio Parravicini y Orfilia Rico, junto a otros actores de la talla Celia Podestá, Ana Arneodo, Francisco Bastardi, Julio Scarcella, Juan Mangiante, María Esther Buschiazzo y Ángeles Argüelles, realizó numerosas obras teatrales por el interior del país, entre ellas, en el Teatro Nuevo. Luego pasó al de José A. Faonessa. En 1922 actuó junto al galán Alejandro Flores Pinaud.
En 1926 forma su propia compañía con Enrique Arellano, con quien hizo funciones en el Teatro Municipal y en la provincia de Salta. En 1920 trabajó junto a los actores Orestes Caviglia, Fanny Brena, Juan Mangiante, Gloria Ferrandiz y Nicolás Fregues.
En 1928 tiene como director de su compañía de comedias al primer actor español Ernesto Vilches en el Teatro Odeón. Con Vilches, a quien conoció gracias a un concurso hecho en España, hizo presentaciones en el Teatro Colón y en teatros rioplatenses. También con él hizo actuaciones en Radio Prieto.
En cine actuó con varios artistas como Carlos Gardel, Ilde Pirovano, Diego Figueroa, Celestino Petray, Florencio Parravicini, Pedro Quartucci y Argentino Gómez.
Fue una intérprete que comenzó a revelarse como una actriz de verdaderos méritos y condiciones para figurar en el pequeño núcleo de actores de gran envergadura.

## Carrera

### Filmografía
- 1912: Güemes y sus gauchos
- 1915: Mariano Moreno che
- 1916: Hasta después de muerta
- 1917: El capitán Valderrama
- 1917: Flor de durazno, sobre el libro de Hugo Wast
- 1919: La loba
- 1919: Campo ajuera[5]
- 1919: En buena ley, dirigido por Alberto Traversa y junto a Pedro Gilardini[6]

### Teatro
- El pulpo (1909).
- El orgullo de la casa.
- La casa secreta de Darío Nicodemi.
- 24 horas dictador (1916), de Enrique García Velloso, estrenada en el Teatro Argentino.
- Delirios de grandeza (1918) de Antonio Saldías.
- El caballero de bastos (1919), estrenado en el Teatro Nuevo, junto con Esperanza Palomero, Olinda Bozán y los actores César Ratti, Leopoldo Simari y Nicolás Fregues.
- Mamá Clara (1920) de Federico Martens.
- El rosal de las ruinas de Belisario Roldán.
- Las de Barranco.
- En famili de Florencio Sánchez.
- Vivir quiero conmigo (1922).
- La tierra en armas (1926), de Dávalos y del poeta y actor Ramón Serrano.
- El negro que tenía el alma blanca (1927).
- El séptimo cielo (1928).
- Un bache en escena (1928).
- El eterno Don Juan (1928), de León Ditrixhstein.
- Su mano derecha (1928), de Honorio Maura.
- Las cinco advertencias de Satanás (1937) de Ernesto Vilches, con Nedda Francy, Alfredo Camiña y Enrique Serrador.

## Vida privada
Estuvo casada por muchos años con Rafael Parodi, empresario, productor y director de films tales como Midinettes porteñas, Criollo viejo y Muñecos de cera.